# Quadrastichodella neglectae
Quadrastichodella neglectae är en stekelart som beskrevs av Ikeda 1999. Quadrastichodella neglectae ingår i släktet Quadrastichodella och familjen finglanssteklar. Inga underarter finns listade i Catalogue of Life.